# Hemithyrsocera simulans
Hemithyrsocera simulans es una especie de cucaracha del género Hemithyrsocera, familia Ectobiidae.

## Distribución
Esta especie se encuentra en China (Yunnan).